# Liste des œuvres de R. L. Stine
Cette liste donne une présentation des publications de R. L. Stine, traduites en français, classées par catégories, collections et séries. Sont également signalées dans le domaine du livre les adaptations de ses œuvres et les œuvres dérivées, puisque la collection « Chair de poule » (Goosebumps) est une marque. Plusieurs de ses romans ont été traduits par Marie-Hélène Delval.

## Œuvres de R. L. Stine

### Pour un lectorat adulte

#### Romans
- La Folle Histoire de l'espace (Spaceballs, 1987) / novélisation de Jovial Bob Stine du film La Folle Histoire de l'espace ; d'après un scénario de Mel Brooks et Thomas Meehan ; trad. Bernadette Emerich ; ill. de couv. Christian Blondel. J'ai lu, 09/1987, 160 p. (Science-Fiction ; 2294).  (ISBN 2-277-22294-1). Réimpr. 05/1988.
- Cours Jamie, cours ! (Broken Date, 1991) /  trad. ? Paris : Harlequin, coll. "Harlequin Teenager" n° 99, 1989, 123 p.  (ISBN 2-280-20107-0)
- Le Maître des superstitions, Jean-Claude Lattès, coll. « Suspense & cie », 1997 ((en) Superstitious), trad. Sabine Boulongne, 404 p.  (ISBN 2-7096-1797-8)Réédité aux éditions J'ai lu, coll. « Ténèbres » no 4967, en 1998, 411 p.  (ISBN 2-290-04967-0)
- Sentence mortelle. Paris : Ombres noires, 05/2017, 128 p.  (ISBN 978-2-08-138329-6)

#### Nouvelles
- La Maison sans retour ((en) The House of No Return, 2002), trad. Bee FormentelliPubliée dans Le Cheval fantôme & autres histoires envoûtantes (Scary! 2: More Stories to Make You Scream!, 2002), textes réunis par Peter Haining, J'ai lu no 6864, en 2004, p. 13-32.  (ISBN 2-290-33591-6)
- Nana (Wifey), dans Le jour où la mort nous sépare : histoires d'amour, de désir et de meurtres (Death do us part : New Stories about Love, Lust and Murder, 2006) / une anthologie des Mystery Writers of America ; présentée par Harlan Coben ; trad. Esther Ménévis et Nicole Hibert. Paris : Albin Michel, 10/2007.  (ISBN 978-2-226-18095-7). Rééd. Librairie générale française, 11/2009. (Le livre de poche Thriller ; 31581).  (ISBN 978-2-253-12715-4)
- A devenir fou in Face à Face, Fleuve Noir, collection 12/21, 2020 (Face Off, 2014), Policier, Thriller, trad. Maxime Berrée  (ISBN 2265154709)Écrit avec Lincoln Child & Douglas Preston. Anthologie réunie par David Baldacci - 11 nouvelles rédigées par des équipes de deux à trois auteurs.

### Pour un lectorat jeunesse

#### Livres jeux

##### SérieChoisis ton aventure
- Voyages dans le temps (Twistaplot. 1 : The Time Raider, 1982) / trad. S. Gauder ; ill. de couv. Victor Stabin ; ill. intérieures David Febland. Aartselaar (Belgique) ; Louvres : Chantecler, coll. "Choisis ton aventure" n° 4, 1986, 79 p.  (ISBN 2-8034-1487-2)
- L'Épée de la vallée du dragon (Twistaplot. 2 : Golden Sword of Dragonwalk, 1983) / trad. G. Lannoy ; ill. de couv. Victor Stabin ; ill. intérieures David Febland. Aartselaar (Belgique) ; Louvres : Chantecler, coll. "Choisis ton aventure" n° 1, 1986, 80 p.  (ISBN 2-8034-1484-8)

##### SérieEnchanteurs et Chevaliers
- Enchanteurs et Chevaliers. 1 : La Forêt des rêves maudits (Wizards, Warriors & You. 1 : The Forest of Twisted Dreams, 1984) / trad. Michel Pagel ; ill. intérieures Earl Norem ; ill. de couv. Richard  Martens. Paris : LGF, 05/1987, 76 p. (Le Livre de poche. Clip ; 6800).  (ISBN 2-253-04235-8)
- Enchanteurs et Chevaliers. 2 : L'Attaque des cavaliers-dragons (Wizards, Warriors & You. 2 : The Siege of the Dragonriders, 1984) / Eric Affabee ; ill. intérieures Earl Norem ; ill. de couv. Richard  Martens ; trad. Dominique Monrocq et Anne Blanchet. Paris : Le Livre de Poche, coll. "livre jeu / Clip" n° 6801, 09/1987, 76 p.  (ISBN 2-253-04341-9)

##### SérieChair de poule extra
Titre original de la série : Give Yourself Goosebumps.
Informations : 42 titres (1995-2000). Série terminée, partiellement traduite au Canada.
- 1. La Foire aux horreurs (Escape from the Carnival of Horrors, 1995) / trad. J. Lussier. Saint-Lambert : Héritage, 1995.  (ISBN 2-7625-8456-6)
- 2. Tic toc, bienvenue en enfer (Tick Tock, You're Dead!, 1995) / trad. Nicole Ferron ; ill. de couv. Mark Nagata. Saint-Lambert : Héritage, 1996.  (ISBN 2-7625-8457-4)
- 3. Le Manoir de la chauve-souris (Trapped in Bat Wing Hall, 1995) / trad. Nicole Feron ; ill. de couv. Mark Nagata. Saint-Lambert : Héritage, 1996.  (ISBN 2-7625-8617-8)
- 4. Les Terribles Expériences du docteur Onk (The Deadly Experiments of Dr Eeek, 1996) / trad. Martine Faubert. Saint-Lambert : Héritage, 1997.  (ISBN 2-7625-8618-6)
- 5. Perdus dans la forêt des loups-garous (Night in Werewolf Woods, 1996) / trad. Nicole Ferron ; ill. de couv. Mark Nagata. Saint-Lambert : Héritage, 08/1997.  (ISBN 2-7625-8744-1)
- Les Sortilèges d'un magicien maléfique (Under the Magician's Spell, 1996), juillet 1996 (no 6 en VO)
- Mauve, visqueux et dangereux ! (Beware of the Purple Peanut Butter), juin 1996 (no 5 en VO)
- La Balade des pierres tombales (The Curse of the Creeping Coffin) / trad. Nicole Ferron. Saint-Lambert : Héritage, 1998, 136 p.
- L'Armure hantée du chevalier maudit (The Knight in Screaming Armor) / trad. Martine Perriau. Saint-Lambert : Héritage, 1998, 132 p.
- Journal intime d'une momie en délire (Diary of a Mad Mummy) octobre 1996
- Au fond de la jungle ensorcelée (Deep in the Jungle of Doom), novembre 1996
- La Gardienne la plus bête en ville (Attack of the beastly baby-sitter), juin 1997 (no 18 en VO)
- La Petite Boutique aux horreurs (Little Comic Shop of Horrors), mai 1997 (no 17 en VO)
- La Plainte du génie malfaisant (Scream of the Evil Genie), janvier 1997 (no 13 en VO)

#### Romans indépendants
- Coups de fil et Coups montés (Phone Calls, 1990) / trad. Amélie Cantin. Toulouse : Milan, 2002, 211 p. (Les romans de Julie ; 16).  (ISBN 2-7459-0418-3)
- C’est mon premier jour d’école… tous les jours ! (It's the First Day of School... Forever !, 2011) / trad. Yan Brailowsky. Neuilly-sur-Seine : Michel Lafon, 08/2012, 205 p.  (ISBN 978-2-7499-1659-0)
- Cauchemar d'une nuit d'été (A Midsummer Night's Scream, 2013) / trad. Adeline Guichard-Lepetit ; photogr. de couv. iStock.com. Paris : Bayard jeunesse, 01/2014, 308 p.  (ISBN 978-2-7470-4900-9)

#### Autobiographie
- L'Homme qui donne la chair de poule, Bayard, coll. « Chair de poule. Passion de lire », 1999 ((en) It Came from Ohio!: My Life as a Writer), trad. Yannick Surcouf, 92 p.  (ISBN 2-227-73856-1)Écrit avec Joe Arthur.

#### Album
- Le Petit Magasin de monstres (The Little Shop of Monsters, 2015) / ill. Marc Brown ; trad. Isabelle Allard. Markham, Ont. : Scholastic, 09/2015, 40 p.  (ISBN 978-1-4431-4754-5)

#### Recueils de nouvelles
- L'Heure du cauchemar (The Nightmare Hour, 1999) / trad. Jean-Baptiste Médina, Pocket jeunesse, 2001, 159 p. (Pocket junior).  (ISBN 2-266-10808-5)
- L'Heure de la terreur (The Haunting Hour, 2001) / trad. Natacha Godeau, Pocket jeunesse, 10/2003, 176 p. (Pocket junior GF).  (ISBN 2-266-12828-0)
- Stinetinglers (Stinetinglers, 2022). Titre inédit en France.

#### Nouvelle
- (The House of No Return), dans Nuit blanche (Scary ! Stories That Will Make You Scream!, 1998) / recueil présenté par Peter Haining ; trad. Jérôme Jacobs et Alice Seelow. Paris : Hachette, 1999.  (ISBN 2-01-200124-6). Rééd. France loisirs, 2000.  (ISBN 2-7441-3729-4)

#### SérieFear Street

##### SérieFear Street
- 1 Fear Street (Fear Street 1 : The New Girl, 1989) / trad. Jean-Noël Chatain ; ill. de couv. Franco Accornero & Enrich. Paris : Éd. J'ai lu, 01/1996, 158 p. (Evado ; 5).  (ISBN 2-277-35005-2). Rééd. sous le titre Menaces de mort / trad. Jean-Noël Chatain. Paris : Éd. J'ai lu, 2001, 156 p. (Peur bleue. J'ai lu ; 6000).  (ISBN 2-290-31232-0 et 978-2-290-31232-2) OU La disparue (ed/pocket jeunesse)
- 2. Nuit fatale (ed/ pocket jeunesse) (Fear Street 2 : The Surprise Party, 1989)
- 3. Les ténèbres (ed/ pocket jeunesse) (Fear Street 3 : The Overnight, 1989)
- 4. Disparitions mystérieuses  (Fear Street 4 : Missing, 1989) / trad. Alexis Champon ; ill. de couv. Oliviero Berni. Paris : Éd. J'ai lu, 01/1996, 155 p. (Evado ; 6).  (ISBN 2-277-35006-0). Rééd. J'ai lu, 06/2001, 156 p. (Peur Bleue ; n° 6021).  (ISBN 2-290-31271-1) OU Les effacés ( ed/pocket jeunesse )
- 5. Faux numéro (Fear Street 5 : The Wrong Number, 1990) / trad. Philippe Rouard ; ill. de couv. Denise Antonini. Paris : Éd. J'ai lu, 02/1996, 156 p. (Evado ; 11).  (ISBN 2-277-35011-7). Rééd. J'ai lu, 07/2001, 156 p. (Peur Bleue ; n° 5918).  (ISBN 2-290-31156-1)
- 6. Un sommeil de plomb (Fear Street 6 : The Sleepwalker, 1990) / trad. Nathalie Vernay ; ill. de couv. Denise Antonini. Paris : Éd. J'ai lu, 05/1996, 157 p. (Evado ; 19).  (ISBN 2-277-35019-2). Rééd. J'ai lu, 09/2001, 154 p. (Peur Bleue ; n° 5939).  (ISBN 2-290-31162-6)
- 7. (Fear Street 7 : Haunted, 1990)
- 8. Halloween party (Fear Street 8 : Halloween Party, 1990) /  trad. Nathalie Vernay. Paris : Éd. J'ai lu, 10/1997, 126 p. (Peur bleue. J'ai lu ; 4622).  (ISBN 2-290-14622-6 et 978-2-290-04622-7)
- 9. (Fear Street 9 : The Stepsister, 1990)
- 10. (Fear Street 10 : Ski Weekend, 1990)
- 11. Jeu dangereux (Fear Street 11 : The Fire Game, 1990) / trad. Louise Binette. Saint-Lambert : Héritage, coll. "Frissons" n° 62, 05/1996, 157 p.  (ISBN 2-7625-8437-X et 978-2-7625-8437-0)
- 12. (Fear Street 12 : Lights Out, 1991)
- 13. La Chambre condamnée (Fear Street 13 : The Secret Bedroom, 1991). Paris : Éd. J'ai lu, 10/1998, (Peur Bleue ; n° 4519).  (ISBN 2-290-04519-5). Annoncé mais non paru dans la coll. "Evado" n° 23 (07/1996).
- 14. (Fear Street 14 : The Knife, 1991)
- 15. Le Bal de la mort (Fear Street 15 : The Prom Queen, 1990) / trad. Julie Huline-Guinard. Paris : Éd. J'ai lu, 06/1998, 125 p. (Peur bleue. J'ai lu ; 4900).  (ISBN 2-290-14900-4)
- 16. Premier rendez-vous (Fear Street 16 : First Date, 1992) / trad. Maud Godoc. Paris : Éd. J'ai lu, 2000, 122 p. (Peur bleue. J'ai lu ; 5575).  (ISBN 2-290-30329-1)
- 17. (Fear Street 17 : The Best Friend, 1992)
- 18. (Fear Street 18 : The Cheater, 1993)
- 19. Rescapées (Fear Street 19 : Sunburn, 1993) / trad. Robert Macia. Paris : Éd. J'ai lu, 2000, 125 p. (Peur bleue. J'ai lu ; 5451).  (ISBN 2-290-30059-4)
- 20. Le Nouveau Venu (Fear Street 20 : The New Boy, 1993) / trad. Louise Binette. Saint-Lambert : Héritage, coll. "Frissons" n° 75, 08/1997, 206 p.  (ISBN 2-7625-8695-X et 978-2-7625-8695-4)
- 21. Piège infernal (Fear Street 21 : The Dare, 1993) / trad. Patricia Ranvoisé. Paris : Éd. J'ai lu, 12/1998, 125 p. (Peur bleue. J'ai lu ; 4988).  (ISBN 2-290-14988-8)
- 22. Un poignard dans la nuit (Fear Street 22 : Bad Dreams, 1994) / trad. Philippe Safavi. Paris : Éd. J'ai lu, 05/1996, 125 p. (Evado ; 15).  (ISBN 2-277-35015-X). Rééd. J'ai lu, 08/2001, 124 p. (Peur Bleue ; n° 5928).  (ISBN 2-290-31160-X)
- 23. (Fear Street 23 : Double Date, 1994)
- 24. (Fear Street 24 : The Thrill Club, 1994)
- 25. (Fear Street 25 : One Evil Summer, 1993)
- 26. La Tombe sauvage (Fear Street 26 : The Mind Reader, 1994) /  trad. Jacques Penel. Paris : Éd. J'ai lu, 06/1997, 125 p. (Peur bleue. J'ai lu ; 4530).  (ISBN 2-290-14530-0)
- 27. (Fear Street 27 : Wrong Number 2, 1994)
- 28. Pari mortel (Fear Street 28 : Truth or Dare, 1994) /  trad. Patricia Rainvoisié. Paris : Éd. J'ai lu, 03/1997, 123 p. (Peur bleue. J'ai lu ; 4518).  (ISBN 2-290-14518-1)
- 29. (Fear Street 29 : Dead End, 1995)
- 30. (Fear Street 30 : Final Grade, 1995)
- 31. Dans la peau d'une autre (Fear Street 31 : Switched, 1995) / trad. Lucie Bakamo. Paris : Éd. J'ai lu, 12/1997, 126 p. (Peur bleue. J'ai lu ; 4671).  (ISBN 2-290-14671-4)
- 32. Chambre noire (Fear Street 32 : College Weekend, 1995) / trad. Marie-Jo Levadoux. Paris : Éd. J'ai lu, 1999, 125 p. (Peur bleue. J'ai lu ; 5084).  (ISBN 2-290-05084-9 et 978-2-290-05084-2)
- 33. (Fear Street 33 : The Stepsister 2, 1995)
- 34. Les murs ont des oreilles (Fear Street 34 : What Holly Heard, 1996) / trad. Valérie Guilbaud. Paris : Éd. J'ai lu, 1999, 125 p. (Peur bleue. J'ai lu ; 5242).  (ISBN 2-290-05242-6)
- 35. Portrait d'outre-tombe (Fear Street 35 : The Face) /trad. Véronique Vaquette. Paris : Éd. J'ai lu, 1999, 125 p. (Peur bleue. J'ai lu ; 5381).  (ISBN 2-290-05381-3)
- 36. Tapi dans l'ombre (Fear Street 36 : Secret Admirer, 1996) / trad. Geneviève Blattmann. Paris : Éd. J'ai lu, 1999, 125 p. (Peur bleue. J'ai lu ; 5113).  (ISBN 2-290-05113-6) OU Dernier acte ( ed/ pocket jeunesse )
- 37. Belle à en mourir (ed/pocket jeunesse) (Fear Street 37 : The Perfect Date, 1996)
- 38. La Confession (Fear Street 38 : The Confession, 1996) / trad. Nathalie Vernay. Paris : Éd. J'ai lu, 1999, 125 p. (Peur bleue. J'ai lu ; 5222).  (ISBN 2-290-05222-1 et 978-2-290-05222-8)
- 39. Le Garçon d'à côté (Fear Street 39 : The Boy Next Door, 1996) / trad. Véronique Vaquette. Paris : Éd. J'ai lu, 2000, 122 p. (Peur bleue. J'ai lu ; 5448).  (ISBN 2-290-30058-6 et 978-2-290-30058-9)
- 40. (Fear Street 40 : Night Games, 1996)
- 41. La fugitive ( ed/pocket jeunesse ) (Fear Street 41 : Runaway, 1997)
- 42. (Fear Street 42 : Killer's Kiss, 1997)
- 43. (Fear Street 43 : All Night Party, 1997)
- 44. Tel est pris qui croyait prendre (Fear Street 44 : The Rich Girl, 1997) / trad. Geneviève Blattmann. Paris : Éd. J'ai lu, 1999, 125 p. (Peur bleue. J'ai lu ; 5433).  (ISBN 2-290-30023-3 et 978-2-290-30023-7)
- 45. (Fear Street 45 : Cat, 1997)
- 46. (Fear Street 46 : Fear Hall : The Beginning, 1997)
- 47. (Fear Street 47 : Fear Hall : The Conclusion, 1997)
- 48. (Fear Street 48 : Who Killed the Homecoming Queen ?, 1997)
- 49. La Vie en noir (Fear Street 49 : Into the Dark, 1997) / trad. Patricia Ranvoisé. Paris : Éd. J'ai lu, 2000, 153 p. (Peur bleue. J'ai lu ; 5660).  (ISBN 2-290-30416-6)
- 50. (Fear Street 50. The Best Friend 2, 1997)
- 51. Le Labyrinthe infernal (Fear Street 51. Trapped, 1997) / trad. Sophie Troubac. Paris : Éd. J'ai lu, 2000, 156 p. (Peur bleue. J'ai lu ; 5659).  (ISBN 2-290-30417-4 et 978-2-290-30417-4)
- 52. (Fear Street 52. Midnight Diary, 1997)
- 53. (Fear Street 53. Let's All Kill Jennifer, 1998)

##### SérieFear Street Cheerleaders
- 1. The First Evil
- 2. The Second Evil
- 3. The Third Evil

##### SérieFear Street Night
- 1. (Moonlight Secrets, 2005)
- 2. (Midnight Games, 2005)
- 3. (Darkest Dawn, 2005)

##### SérieFear Street Saga
- Malédictions -1 : La Trahison (Fear Street Saga 1 : The Betrayal, 1993) / trad. Philippe Rouard. Paris : Éd. J'ai lu, coll. "Peur bleue" n° 4768, 02/1998, 122 p.  (ISBN 2-290-14768-0)
- Malédictions -2 : Le Secret (Fear Street Saga 2 : The Secret, 1993) / trad. Philippe Rouard. Paris : Éd. J'ai lu, coll. "Peur bleue" n° 4833, 03/1998, 123 p.  (ISBN 2-290-04833-X)
- Malédictions -3 : Le Brasier (Fear Street Saga 3 : The Burning, 1993) /trad. Philippe Rouard. Paris : Éd. J'ai lu, coll. "Peur bleue" n° 4896, 1998, 125 p.  (ISBN 2-290-04896-8 et 978-2-290-04896-2)

##### SérieFear Street Sagas
- 1. Le Pendentif maléfique (A New Fear, 1996) / trad. Isabelle Tolila. Paris : Éd. J'ai lu, coll. "Peur bleue" n° 5478, 2000, 123 p.  (ISBN 2-290-30209-0 et 978-2-290-30209-5)
- 2. Secrets interdits (House of Whispers, 1997) / R. L. Stine ; trad. Paul Benita. Paris : Éd. J'ai lu, 2000, 122 p. (Peur bleue. J'ai lu ; 5650).  (ISBN 2-290-30406-9 et 978-2-290-30406-8)
- 3. La Maison des murmures (Forbidden Secrets, 1996) / trad. Paul Benita. Paris : Éd. J'ai lu, coll. "Peur bleue" n° 5548, 2000, 123 p.  (ISBN 2-290-30301-1)
- 4. Sous le signe de la peur (The Sign of Fear, 1996) / trad. Agnès Girard. Paris : Éd. J'ai lu, coll. "Peur bleue" n° 5672,  2000, 155 p.  (ISBN 2-290-30433-6)
- 5. L'Élixir de la mort (The Hidden Evil, 1997) / trad. Valérie Dariot. Paris : Éd. J'ai lu, coll. "Peur bleue" n° 5770, 2000, 158 p.  (ISBN 2-290-30908-7)
- 6. (Daughters of Silence, 1997)
- 7. Folle furieuse (Children of Fear, 1997) / trad. Sophie Troubac. Paris : Éd. J'ai lu, coll. "Peur bleue" n° 5793, 2001, 156 p.  (ISBN 2-290-30922-2 et 978-2-290-30922-3)
- 8. Danse mortelle (Dance of Death, 1997) / trad. Isabelle Tohla. Paris : Éd. J'ai lu, coll. "Peur bleue" n° 5815, 03/2001, 155 p.  (ISBN 2-290-30995-8)
- 9. Le Regard du loup (Heart of the Hunter, 1997) / trad. Valérie Dariot. Paris : Éd. J'ai lu, coll. "Peur bleue" n° 5816, 2001, 153 p.  (ISBN 2-290-30996-6 et 978-2-290-30996-4)
- 10. (The Awakening Evil, 1997)
- 11. Les Araignées tueuses (Circle of Fire, 1998) / trad. Paul Benita. Paris : Éd. J'ai lu, coll. "Peur bleue" n° 5574, 2000, 125 p.  (ISBN 2-290-30328-3 et 978-2-290-30328-3)
- 12. Le Coffre de la chambre verte (Chamber of Fear, 1998) / trad. Isabelle Tohla. Paris : Éd. J'ai lu, coll. "Peur bleue" n° 5836, 04/2001, 155 p.  (ISBN 2-290-31031-X)
- 13. (Faces of Terror, 1998)
- 14. (One Last Kiss, 1998)
- 15. (Door of Death, 1998)
- 16. (The Hand of Power, 1999)

##### SérieFear Street Seniors
- 1. (Let's Party !, 1998)
- 2. (In Too Deep, 1998)
- 3. (The Thirst, 1998)
- 4. (No Answer, 1998)
- 5. (Last Chance, 1998)
- 6. (The Gift, 1998)
- 7. (Fight, Team, Fight, 1999)
- 8. (Sweetheart, Evil Heart, 1999)
- 9. (Spring Break, 1999)
- 10. (Wicked, 1999)
- 11. (The Prom Date, 1999)
- 12. (Graduation Day, 1999)

##### SérieFear Street Super Chiller
- 1. Coupés du monde (Party Summer, 1991) /  trad. Jacques Penel. Paris : Éd. J'ai lu, 08/1997, 157 p. (Peur bleue. J'ai lu ; 4534).  (ISBN 2-290-14534-3)
- 2. Dans le silence de la nuit -1 (Silent Night. 1, 1991) / trad. Lucie Bakano. Paris : Éd. J'ai lu, 10/1998, 155 p. (Peur bleue. J'ai lu ; 5004).  (ISBN 2-290-15004-5)
- 3. Le Baiser de la mort (Goodnight Kiss, 1992) / trad. Isabelle Tohla. Paris : Éd. J'ai lu, 1999, 157 p. (Peur bleue. J'ai lu ; 5344).  (ISBN 2-290-05344-9)
- 4. Lettres anonymes (Broken Hearts, 1993) / trad. Oscar Spouque. Paris : Éd. J'ai lu, 08/1998, 154 p. (Peur bleue. J'ai lu ; 4939).  (ISBN 2-290-14939-X)
- 5. Dans le silence de la nuit -2 (Silent Night. 2, 1993) / trad. Lucie Bakano. Paris : Éd. J'ai lu, 10/1998, 152 p. (Peur bleue. J'ai lu ; 5046).  (ISBN 2-290-15046-0)
- 6. Le Fantôme de la piscine (The Dead Lifeguard, 1994) / trad. Louise Binette. Saint-Lambert : Héritage, coll. "Frissons" n° 86, 05/1999, 203 p.  (ISBN 2-7625-0782-0 et 978-2-7625-0782-9)
- 7. (Cheeleaders : The New Evil, 1992)
- 8. Par un soir de pleine lune (Bad Moonlight, 1995) / trad. Patricia Ranvoisé. Paris : Éd. J'ai lu, 1999, 157 p. (Peur bleue. J'ai lu ; 5271).  (ISBN 2-290-05271-X)
- 9. Sur le coup de minuit (The New Year's party, 1995) / trad. Louise Binette. Saint-Lambert : Héritage, coll. "Frissons" n° 89, 11/1999, 206 p.  (ISBN 2-7625-0834-7 et 978-2-7625-0834-5)
- 10. (Goodnight Kiss 2, 1996)
- 11. (Silent Night 3, 1996)
- 12. (High Tide, 1997)
- 13. (Cheerleaders : The evil Lives !, 1998)

##### SérieNew Fear Street
- 1. Sous hypnose (The Stepbrother, 1998) / trad. Paul Bénita. Paris : Éd. J'ai lu, coll. « Peur bleue » n° 5517, DL 03/2000, 128 p., ill. de couv. Corrado Parrini.  (ISBN 2-290-30227-9)
- 2. Camping sauvage (Camp Out, 1998) / trad. Agnès Girard. Paris : Éd. J'ai lu, coll. « Peur bleue » n° 5518, 2000, 125 p.  (ISBN 2-290-30231-7)
- 3. (Scream, Jennifer, Scream !, 1998)
- 4. (The Bad Girl, 1998)

##### SérieThe Cataluna Chronicles
- 1. (The Evil Moon, 1995)
- 2. (The Dark Secret, 1995)
- 3. (The Deadly Fire, 1995)

##### Série99 Fear Street: The House of Evil
- 1. La Maison du diable. 1 (The House of Evil. 1, The First Horror, 1994) / trad. Maud Godoc. Paris : Éd. J'ai lu, coll. "Peur bleue" n° 5687, 10/2000, 155 p.  (ISBN 2-290-30451-4 et 978-2-290-30451-8)
- 2. La Maison du diable. 2 (The House of Evil. 2, The Second Horror, 1994) / trad. Maud Godoc. Paris : Éd. J'ai lu, coll. "Peur bleue" n° 5702, 11/2000, 157 p.  (ISBN 2-290-30452-2 et 978-2-290-30452-5)
- 3. La Maison du diable. 3 (The House of Evil. 3, The Third Horror, 1994) / trad. Maud Godoc. Paris : Éd. J'ai lu, coll. "Peur bleue" n° 5709, 12/2000, 156 p.  (ISBN 2-290-30453-0 et 978-2-290-30453-2)

##### SérieFear Street: Fear Park
- 1. (The First Scream)
- 2. (The Loudest Scream)
- 3. (The Last Scream)

##### SérieA Fear Street Novel
- (Party Games, 2014)
- (Don't Stay Up Late, 2015)
- (The Lost Girl, 2015)
- (Can You Keep a secret, 2016)
- (The Dead Boyfriend, 2016)

#### SériePoint Horror
- Quel rendez-vous ! (Blind Date, 1986) / trad. Louise Binette. Saint-Lambert : Héritage, coll. "Frissons" n° 1, 05/1996, *** p.  (ISBN 2-7625-8489-2 et 978-2-7625-8489-9)
- La Baby-sitter (The Babysitter, 1989) / trad. Michelle Charrier. Paris : Pocket, 1996, 197 p. (Pocket junior. Frissons. Pocket jeunesse ; 265).  (ISBN 2-266-07449-0). sous le titre La Gardienne / trad. Nicole Ferron. Saint-Lambert : Héritage, 2001, 170 p.
- (Beach Party, 1990)
- Le Retour de Bob (The Boyfriend, 1990) / trad. Louise Binette. Saint-Lambert : Héritage, coll. "Frissons", 04/1995, 155 p.  (ISBN 2-7625-6750-5 et 978-2-7625-6750-2)
- La Rouquine (The Girlfriend, 1991) / trad. Louise Binette. Saint-Lambert : Héritage, coll. "Frissons" n° 19, 04/1995, *** p.  (ISBN 2-7625-7138-3 et 978-2-7625-7138-7)
- Le Bonhomme de neige (The Snowman, 1991) / trad. Louise Binette. Saint-Lambert : Héritage, coll. "Frissons", 04/1995, 153 p.  (ISBN 2-7625-6865-X et 978-2-7625-6865-3)
- (Beach House, 1992)
- Délit de fuite (Hit and Run, 1992) / trad. Lucie Duchesne. Saint-Lambert : Héritage, 1992, 155 p. (Frissons ; 26).  (ISBN 2762572045). Rééd. sous le titre Mauvais farceur / trad. Isabelle Saint-Martin ; ill. de couv. Corrado Parini. Paris : Éd. J'ai lu, 07/1999, 128 p. (Peur Bleue ; n° 5316).  (ISBN 2-290-05316-3).
- La Gardienne III (The Baby-sitter III, 1993) / trad. Louise Binette. Saint-Lambert : Héritage, coll. "Frissons" n° 38, 02/1994, 156 p.  (ISBN 2-7625-7593-1 et 978-2-7625-7593-4)
- Rendez-vous à l'Halloween (Halloween Night, 1993) / trad. Louise Binette. Saint-Lambert : Héritage, coll. "Frissons" n° 46, 09/1994, 156 p.  (ISBN 2-7625-7810-8 et 978-2-7625-7810-2)
- Le Fantôme de la falaise (The Dead Girlfriend, 1993) / trad. Louise Binette. Saint-Lambert : Héritage, coll. "Frissons" n° 40, 04/1994, 155 p.  (ISBN 2-7625-7595-8 et 978-2-7625-7595-8). Rééd. sous le titre Au bord du précipice / trad. Claude Califano. Paris : Pocket jeunesse, 1998, 197 p. (Pocket junior. Frissons. Pocket jeunesse ; 412).  (ISBN 2-266-08427-5)
- Cauchemar sur l'autoroute (The Hitchhiker, 1993) / trad. Louise Binette. Saint-Lambert : Héritage, coll. "Frissons" n° 31, 11/1994, 157 p.  (ISBN 2-7625-7327-0 et 978-2-7625-7327-5)
- (Call Waiting, 1994)
- (Halloween Night II, 1994)
- (Twisted, 1995)
- La Gardienne IV (The Babysitter IV, 1995) / trad. Louise Binette. Saint-Lambert : Héritage, coll. "Frissons" n° 56, 10/1995, 156 p.  (ISBN 2-7625-8137-0 et 978-2-7625-8137-9). Rééd. sous le titre Terreur pour la baby-sitter / trad. Isabelle Saint-Martin ; ill. de couv. Jean-Michel Nicollet. Paris : Pocket, 04/2000, 139 p. (Pocket junior. Frissons. Pocket jeunesse ; J594).  (ISBN 2-266-09979-5)

NB : Halloween : annoncé mais non paru dans la coll. "Evado" n° 28 (08/1996).

#### SérieAux portes du cauchemar
Titre original de la série : The Nightmare Room
Informations : 12 titres (2000-2001). Série terminée, entièrement traduite et publiée en France.
- 1. Ne m'oubliez pas ! (Don't Forget Me !, 2000) / trad. Natacha Godeau ; ill. de couv. Jean-Michel Nicollet. Paris : Pocket jeunesse, 10/2002, 137 p. (Pocket junior. Pocket jeunesse ; J727).  (ISBN 2-266-10803-4)
- 2. Vestiaire n° 13 (Locker 13, 2000) / trad. Vanessa Rubio ; et adapté par Christiane Poulain ; ill. de couv. Jean-Michel Nicollet. Paris : Pocket jeunesse, 2002, 187 p. (Pocket junior. Pocket jeunesse ; 728).  (ISBN 2-266-10804-2)
- 3. Le mal est en moi (My Name is Evil, 2000) / trad. Maïca Sanconie ; et adapt. par Natacha Godeau ; ill. de couv. Jean-Michel Nicollet. Paris : Pocket jeunesse, 2002, 180 p. (Pocket junior. Pocket jeunesse ; 729).  (ISBN 2-266-10990-1)
- 4. Double menteur ( Liar, Liar, 2000) / trad. Marie-José Lamorlette ; ill. de couv. Jean-Michel Nicollet. Paris : Pocket jeunesse, 2002, 184 p. (Pocket junior. Pocket jeunesse ; 772).  (ISBN 2-266-10805-0)
- 5. Quand l'avenir est écrit (Dear Diary, I'm Dead, 2001) / trad. Natacha Godeau ; ill. de couv. Jean-Michel Nicollet. Paris : Pocket jeunesse, 2002 152 p. (Pocket junior. Pocket jeunesse ; 1055).  (ISBN 2-266-11474-3)
- 6. Créatures (They Call Me Creature, 2001) / trad. Natacha Godeau ; ill. de couv. Jean-Michel Nicollet. Paris : Pocket jeunesse, 2003, 165 p. (Pocket junior. Pocket jeunesse ; 1100).  (ISBN 2-266-11480-8)
- 7. Esprit, es-tu là ? (The Howler, 2001) / trad. Natacha Godeau ; ill. de couv. Jean-Michel Nicollet. Paris : Pocket jeunesse, 2003, 164 p. (Pocket junior. Pocket jeunesse ; 1038).  (ISBN 2-266-12964-3)
- 8. Moi, Ténébria (Shadow Girl, 2001) / trad. Natacha Godeau ; ill. de couv. Jean-Michel Nicollet. Paris : Pocket jeunesse, 08/2003, 160 p. (Pocket junior. Pocket jeunesse ; J1039).  (ISBN 2-266-12965-1)
- 9. La Colonie fantôme (Camp Nowhere, 2001) / trad. Natacha Godeau ; ill. de couv. Jean-Michel Nicollet. Paris : Pocket jeunesse, 01/2004, 168 p. (Pocket junior. Pocket jeunesse ; 1040).  (ISBN 2-266-12967-8)
- 10. La Nuit des loups-garous (Full Moon Halloween, 2001) / trad. Églantine Thorne ; ill. de couv. Jean-Michel Nicollet. Paris : Pocket jeunesse, 11/2003, 155 p. (Pocket junior. Pocket jeunesse ; 1041).  (ISBN 2-266-12966-X)
- 11. Panique au collège (Scare School, 2001) /  trad. Églantine Thorne ; ill. de couv. Jean-Michel Nicollet. Paris : Pocket jeunesse, 05/2004, 160 p. (Pocket junior. Pocket jeunesse ; 1042).  (ISBN 2-266-12968-6)
- 12. Les Envahisseurs ( Visitors, 2001) / trad. Élisabeth Lear ; ill. de couv. Jean-Michel Nicollet. Paris : Pocket jeunesse, 07/2004, 130 p. (Pocket junior. Pocket jeunesse ; 1043).  (ISBN 2-266-12969-4)

#### SérieChair de poule

##### Au Canada / Québec

###### Éditions Scholastic
- L'Abominable Homme des neiges (The abominable snowman of Pasadena) / trad. Isabelle Allard. Markham, Ont. : Scholastic, 05/2005, 152 p.  (ISBN 0-439-95865-2 et 978-0-439-95865-3). Rééd. 02/2016, 144 p.  (ISBN 978-1-4431-5268-6)
- L'Attaque des œufs de Mars (Egg monsters from Mars) / trad. Didier Debord. Markham, Ont. : Scholastic, 03/2005, 144 p.  (ISBN 0-439-95862-8 et 978-0-439-95862-2)
- L'Attaque du mutant (Attack of the mutant) / trad. Nathalie Tcharnetsky. Markham, Ont. : Scholastic, 2005, 144 p.  (ISBN 0-439-95860-1 et 978-0-439-95860-8)
- Le Camp de la peur (Welcome to Camp Nightmare) / trad. Marie-Hélène Delval. Markham, Ont. : Scholastic, 03/2005, 144 p.  (ISBN 0-439-95863-6 et 978-0-439-95863-9)
- Comment tuer un monstre (How to kill a monster) / trad. Nathalie Vlatal. Markham, Ont. : Scholastic, 09/2004, 144 p.  (ISBN 978-0-439-96250-6 et 978-0-439-95801-1)
- Concentré de cerveau (Brain juice) / trad. Yannick Surcouf. Markham, Ont. : Scholastic, 09/2004, 144 p.  (ISBN 978-0-439-96255-1)
- Le Coup du lapin (Bad hare day) / trad. Nathalie Vlatal. Markham, Ont. : Scholastic, 2005, 144 p.  (ISBN 978-0-439-95861-5)
- Les Épouvantails de minuit (The Scarecrow walks at Midnight) / trad. Laurent Muhleisen. Markham, Ont. : Scholastic, 09/2004, 144 p.  (ISBN 978-0-439-96253-7). Rééd. 09/2015, 128 p.  (ISBN 978-1-4431-4583-1)
- Le Fantôme d'à côté (The Ghost next Door) / trad. Marie-Hélène Delval. Markham, Ont. : Scholastic, 09/2005.  (ISBN 978-0-439-94820-3)
- Le Fantôme de la plage (Ghost beach) / trad. Marie-José Lamorlette. Markham, Ont. : Scholastic, 09/2004, 140 p.  (ISBN 0-439-96254-4 et 978-0-439-96254-4)
- Le Fantôme décapité (The Headless Ghost) / trad. Nathalie Vlatal. Markham, Ont. : Scholastic, 09/2005.  (ISBN 0-439-94823-1 et 978-0-439-94823-4)
- Le Fantôme du camp (Ghost Camp) / trad. Yannick Surcouf. Markham, Ont. : Scholastic, 05/2005.  (ISBN 0-439-95864-4 et 978-0-439-95864-6)
- Le Loup-garou du marais (The Werewolf of Fever Swamp). Markham, Ont. : Scholastic, 05/2016, 144 p.  (ISBN 978-1-4431-5355-3)
- La Maison des morts (Welcome to dead house) / trad. Marie-Hélène Delval. Markham, Ont. : Scholastic, 09/2004, 144 p.  (ISBN 978-0-439-96256-8)
- La Malédiction de la momie (The curse of the mummy's tomb) / trad. Jean-Baptiste Médina. Markham, Ont. : Scholastic, 09/2004, 144 p.  (ISBN 978-0-439-96249-0)
- Le Mutant au sang vert (Stay out of the basement) / trad. Nathalie Vlatal. Markham, Ont. : Scholastic, 09/2004, 144 p.  (ISBN 978-0-439-96251-3). Rééd. 09/2015, 112 p.  (ISBN 978-1-4431-4582-4)
- Sang de monstre (Monster blood) / trad. Nathalie Vlatal. Markham, Ont. : Scholastic, 09/2004, 144 p.  (ISBN 978-0-439-96252-0)
- Le Masque hanté (The haunted mask) / trad. Yannick Surcouf. Markham, Ont. : Scholastic, 09/2005.  (ISBN 0-439-94821-5 et 978-0-439-94821-0). Rééd. 06/2015, 144 p.  (ISBN 978-1-4431-4580-0)
- La Nuit des pantins / trad. Charlie Meunier ; Isabelle Allard. Markham, Ont. : Scholastic, 02/2015, 144 p.  (ISBN 978-1-4431-5269-3)
- Le Parc de l'horreur (One day at Horrorland) / trad. Marie-Hélène Delval. Markham, Ont. : Scholastic, 09/2005.  (ISBN 0-439-94822-3 et 978-0-439-94822-7). Rééd. 06/2015, 144 p.  (ISBN 978-1-4431-4581-7)

###### Éditions Héritage
Les éditions originales en langue anglaise ayant servi de référence à l'élaboration de cette liste, les numéros avant les titres correspondent aux numéros de ces éditions originales.
- 1. La Maison de Saint-Lugubre (Goosembumps 1 : Welcome to Dead House, 1992) / trad. Élise Cartier. Saint-Lambert : Héritage jeunesse, coll. "Chair de poule" n° 4, 1993, 120 p. Publié en France sous le titre La Maison des morts.
- 2. Sous-sol interdit ! (Goosembumps 2 : Stay Out of the Basement, 1992) / trad. Louise Binette. Saint-Lambert : Héritage, coll. "Chair de poule" n° 2, 1993, rééd. 04/1995, 125 p.  (ISBN 2-7625-7439-0 et 978-2-7625-7439-5)
- 3. Sang de monstre (Goosembumps 3 : Monster Blood, 1992) / trad. Marie-Claude Favreau. Saint-Lambert : Héritage jeunesse, coll. "Chair de poule" n° 1, 1993, 124 p.
- 4. D'étranges photos ! (Goosembumps 4 : Say Cheese and Die!, 1992) / trad. Nicole Ferron. Saint-Lambert : Héritage jeunesse, coll. "Chair de poule" n° 3, 1993, 124 p.
- 5. Le Tombeau de la momie (Goosembumps 5 : The Curse of the Mummy's Tomb, 1993) / trad. Élise Cartier. Saint-Lambert : Héritage jeunesse, coll. "Chair de poule" n° 6, 1993, 126 p. Publié en France sous le titre La Malédiction de la momie.
- 6. Prisonniers du miroir  (Goosembumps 6 : Let's Get Invisible !, 1993) / trad. Marie-Claude Favreau. Saint-Lambert : Héritage jeunesse, coll. "Chair de poule" n° 5, 1993, 123 p.
- 7. Le Pantin diabolique (Goosembumps 7 : Night of the Living Dummy, 1993) / trad. Madeleine Hébert. Saint-Lambert : Héritage jeunesse, coll. "Chair de poule" n° 7, 1994, 123 p. Publié en France sous le titre La Nuit des pantins.
- 8. La Fillette qui criait au monstre (Goosembumps 8 : The Girl Who Cried Monster, 1993). Saint-Lambert : Héritage jeunesse, coll. "Chair de poule" n° 8. Publié en France sous le titre La Fille qui criait au monstre.
- 9. Bienvenue au camp de la peur (Goosembumps 9 : Welcome to Camp Nightmare, 1993) / trad. Madeleine Hébert. Saint-Lambert : Héritage jeunesse, coll. "Chair de poule" n° 10, 1994, 120 p. Publié en France sous le titre La Colo de la peur.
- 10. Le Fantôme d'à-côté (Goosembumps 10 : The Ghost Next Door, 1993). Saint-Lambert : Héritage jeunesse, coll. "Chair de poule" n° 9.
- 11. Le Masque hanté (Goosembumps 11 : The Haunted Mask, 1993) / trad. Élise Cartier. Saint-Lambert : Héritage jeunesse, coll. "Chair de poule" n° 11, 1994, 123 p.
- 12. Joëlle, l'oiseau de malheur (Goosembumps 12 : Be Careful What You Wish For..., 1993). Saint-Lambert : Héritage jeunesse, coll. "Chair de poule" n° 12. Publié en France sous le titre Souhaits dangereux.
- 13. La Mort au bout des doigts (Piano Lessons Can Be Murder, 1993) / trad. Nicole Ferron. Saint-Lambert : Héritage jeunesse, coll. "Chair de poule" n° 13, 1994, 123 p. Publié en France sous le titre Leçons de piano et pièges mortels.
- 14. Le Loup-Garou du marais (The Werewolf of Fever Swamp, 1993). Saint-Lambert : Héritage jeunesse, coll. "Chair de poule" n° 14. Publié en France sous le titre Le Loup-Garou des marécages.
- 15. Je n'ai peur de rien ! (You Can't Scare Me !, 1994). Titre inédit en France.
- 16. ''Une journée à Horreurville (One Day at HorrorLand, 1994). Saint-Lambert : Héritage jeunesse, coll. "Chair de poule" n° 16. Publié en France sous le titre Le Parc de l'horreur.
- 17. Pris au piège (Why I'm Afraid of Bees, 1994). Saint-Lambert : Héritage jeunesse, coll. "Chair de poule" n° 17. Publié en France sous le titre Méfiez-vous des abeilles.
- 18. Sang de Monstre II (Monster Blood II, 1994). Saint-Lambert : Héritage jeunesse, coll. "Chair de poule" n° 18.
- 19. Terreur dans le récif (Deep Trouble, 1994). Saint-Lambert : Héritage jeunesse, coll. "Chair de poule" n° 19. Publié en France sous le titre Baignade interdite.
- 20. La Balade des épouvantails (The Scarecrow Walks at Midnight, 1994). Saint-Lambert : Héritage jeunesse, coll. "Chair de poule" n° 20. Publié en France sous le titre Les Épouvantails de Minuit.
- 21. Les vers contre-attaquent (Go Eat Worms !, 1994). Saint-Lambert : Héritage jeunesse, coll. "Chair de poule" n° 21.  (ISBN 0-590-47743-9)
- 22. La Plage hantée (Ghost Beach, 1994). Saint-Lambert : Héritage jeunesse, coll. "Chair de poule" n° 22. Publié en France sous le titre Le Fantôme de la Plage.
- 23. La Colère de la momie (Return of the Mummy, 1994). Saint-Lambert : Héritage jeunesse, coll. "Chair de poule" n° 23.
- 24. Un fantôme dans les coulisses (Goosembumps 24 : Phantom of the Auditorium, 1994) / trad. Louise Binette. Saint-Lambert : Héritage, coll. "Frissons" n° 62, 01/1996, 126 p.  (ISBN 2-7625-8221-0 et 978-2-7625-8221-5)
- 25. Le Mutant masqué (Goosembumps 25 : Attack of the Mutant , 1994). Saint-Lambert : Héritage jeunesse, coll. "Chair de poule" n° 25. Publié en France sous le titre L'Attaque du mutant.
- 26. Les Cobayes du Docteur Piteboule (My Hairiest Adventure, 1994). Saint-Lambert : Héritage jeunesse, coll. "Chair de poule" n° 26. Publié en France sous le titre Alerte aux chiens.
- 27. Les Pierres magiques (A Night in Terror Tower, 1995). Saint-Lambert : Héritage jeunesse, coll. "Chair de poule" n° 27. Publié en France sous le titre La Tour de la terreur.
- 28. L'Horloge enchantée (The Cuckoo Clock of Doom, 1995). Saint-Lambert : Héritage jeunesse, coll. "Chair de poule" n° 28. Publié en France sous le titre L'Horloge maudite.
- 29. Sang de Monstre III (Monster Blood III, 1995). Titre inédit en France.
- 30. Un monstre sous l’évier (It Came from Beneath the Sink !, 1995). Saint-Lambert : Héritage jeunesse, coll. "Chair de poule" n° 30. Publié en France sous le titre Terreur Sous l’évier.
- 31. Le Pantin Diabolique II (Night of the Living Dummy II, 1995). Saint-Lambert : Héritage jeunesse, coll. "Chair de poule" n° 31. Publié en France sous le titre Le Pantin maléfique.
- 32. Les Chiens fantômes (The Barking Ghost, 1995). Saint-Lambert : Héritage jeunesse, coll. "Chair de poule" n° 32. Titre inédit en France.
- 33. Le Secret du Camp Gelatino (The Horror at Camp Jellyjam, 1995). Saint-Lambert : Héritage jeunesse, coll. "Chair de poule" n° 41. Publié en France sous le titre La Colo de tous les dangers.
- 34. (Revenge of the Lawn Gnomes, 1995)
- 35. Sensations fortes rue du Choc ! (Goosembumps 35 : A Shocker on Shock Street, 1995). Saint-Lambert : Héritage jeunesse, coll. "Chair de poule" n° 42. Publié en France sous le titre La Rue Maudite.
- 36. Le Masque hanté II (Goosembumps 36 : The Haunted Mask II, 1995). Saint-Lambert : Héritage jeunesse, coll. "Chair de poule" n° 33. Publié en France sous le titre Le Retour du masque hanté.
- 37. Le Fantôme sans tête (Goosembumps 37 : The Headless Ghost, 1995). Saint-Lambert : Héritage jeunesse, coll. "Chair de poule" n° 34. Publié en France sous le titre Le Fantôme décapité.
- 38. L'Abominable Homme des neiges (Goosembumps 38 : The Abominable Snowman of Pasadena, 1995). Saint-Lambert : Héritage jeunesse, coll. "Chair de poule" n° 36. Titre inédit en France.
- 39. Chez les réducteurs de têtes (Goosembumps 39 : How I Got My Shrunken Head, 1996). Saint-Lambert : Héritage jeunesse, coll. "Chair de poule" n° 35. Publié en France sous le titre Comment ma tête a rétréci.
- 40. Le Pantin diabolique III (Goosembumps 40 : Night of the Living Dummy III, 1996). Saint-Lambert : Héritage jeunesse, coll. "Chair de poule" n° 37. Titre inédit en France.
- 41. Un magicien plein de malice (Goosembumps 41 : Bad Hare Day, 1996). Saint-Lambert : Héritage jeunesse, coll. "Chair de poule" n° 38. Publié en France sous le titre Le Coup du lapin.
- 42. Un œuf étrange venu de Mars (Goosembumps 42 : Egg Monsters from Mars, 1996). Saint-Lambert : Héritage jeunesse, coll. "Chair de poule" n° 39. Publié en France sous le titre Attaque des œufs de Mars.
- 43. Jeux monstrueux (Goosembumps 43 : The Beast from the East, 1996). Saint-Lambert : Héritage jeunesse, coll. "Chair de poule" n° 43. Publié en France sous le titre Jeux de monstres.
- 44. D'étranges photos II (Goosembumps 44 : Say Cheese and Die – Again !, 1996). Saint-Lambert : Héritage jeunesse, coll. "Chair de poule" n° 45. Publié en France sous le titre Photos de malheur.
- 45. Quand les esprits s'en mêlent (Goosembumps 45 : Ghost Camp, 1996). Saint-Lambert : Héritage jeunesse, coll. "Chair de poule" n° 53. Publié en France sous le titre Les Fantômes de la colo.
- 46. Comment se débarrasser d'un monstre (Goosembumps 46 : How to Kill a Monster, 1996). Saint-Lambert : Héritage jeunesse, coll. "Chair de poule" n° 47. Publié en France sous le titre  Comment tuer un monstre.
- 47. À la recherche de la légende perdue (Goosembumps 47 : Legend of the Lost Legend, 1996). Saint-Lambert : Héritage jeunesse, coll. "Chair de poule" n° 44. Publié en France sous le titre La Menace de la forêt.
- 48. Les Citrouilles attaquent (Goosembumps 48 : Attack of the Jack-O'-Lanterns, 1996). Saint-Lambert : Héritage jeunesse, coll. "Chair de poule" n° 48. Publié en France sous le titre La Nuit des disparitions.
- 49. L'Haleine du vampire (Goosembumps 49 : Vampire Breath, 1996). Saint-Lambert : Héritage jeunesse, coll. "Chair de poule" n° 49. Publié en France sous le titre Le Souffle du vampire.
- 50. Message à tous les affreux (Goosembumps 50 : Calling All Creeps !, 1996). Saint-Lambert : Héritage jeunesse, coll. "Chair de poule" n° 51. Publié en France sous le titre Des appels monstrueux.
- 51. Prends garde au bonhomme de neige (Goosembumps 51 : Beware, the Snowman, 1997). Saint-Lambert : Héritage jeunesse, coll. "Chair de poule" n° 46. Publié en France sous le titre Abominables Bonshommes de neige.
- 52. Comment j'ai appris à voler (Goosembumps 52 : How I Learned to Fly, 1997). Saint-Lambert : Héritage jeunesse, coll. "Chair de poule" n° 52. Titre inédit en France.
- 53. Quand les poules auront des dents ! (Goosembumps 53 : Chicken, Chicken, 1997) / trad. Nicole Ferron. Saint-Lambert : Héritage jeunesse, coll. "Chair de poule" n° 50, 1997, 112 p. Titre inédit en France.
- 54. Ne t'endors surtout pas ! (Goosembumps 54 : Don't Go to Sleep !, 1997) / trad. Nicole Ferron. Saint-Lambert : Héritage jeunesse, coll. "Chair de poule" n° 55, 1998, 117 p.  (ISBN 2762587808). Publié en France sous le titre Nuits de cauchemar.
- 55. Un monstre plus vrai que nature (Goosembumps 55 : The Blob That Ate Everyone, 1997). Saint-Lambert : Héritage jeunesse, coll. "Chair de poule" n° 56. Publié en France sous le titre Le Mangeur d'hommes.
- 56. La Malédiction du lac glacé (Goosembumps 56 : The Curse of Camp Cold Lake, 1997). Saint-Lambert : Héritage jeunesse, coll. "Chair de poule" n° 54. Publié en France sous le titre Frissons en eau trouble.
- 57. Un ami invisible (Goosembumps 57 : My Best Friend Is Invisible, 1997) / trad. Nicole Ferron. Saint-Lambert : Héritage jeunesse, 1998, 108 p. coll. "Chair de poule" n° 57. Titre inédit en France.
- 58. Terreur dans le récif II (Goosembumps 58 : Deep Trouble II, 1997). Saint-Lambert : Héritage jeunesse, coll. "Chair de poule" n° 58. Titre inédit en France.
- 59. (Goosembumps 59 : The Haunted School, 1997)
- 60. Dans la peau d'un loup-garou (Goosembumps 60 : Werewolf Skin, 1997). Saint-Lambert : Héritage jeunesse, coll. "Chair de poule" n° 59. Publié en France sous le titre La Peau d'un loup-garou.
- 61. Qui se cache au sous-sol ? (Goosembumps 61 : I Live in Your Basement !, 1997). Saint-Lambert : Héritage jeunesse, coll. "Chair de poule" n° 60. Publié en France sous le titre La Bête de la cave.
- 62. (Monster Blood IV, 1997)

##### SérieChair de pouleen France

###### Éd. Bayard
- 1. La Malédiction de la momie
- 2. La Nuit des pantins
- 3. Dangereuses photos
- 4. Prisonniers du miroir
- 5. Méfiez-vous des abeilles !
- 6. La Maison des morts
- 7. Baignade interdite
- 8. Le Fantôme de la plage
- 9. Les Épouvantails de minuit
- 10. La Colo de la peur (Ancien titre : Bienvenue au camp de la peur)
- 11. Le Masque hanté
- 12. Le Fantôme de l'auditorium
- 13. Le Loup-garou des marécages
- 14. Le Pantin maléfique
- 15. L'Attaque du mutant
- 16. Le Fantôme d'à côté
- 17. Sous-sol interdit
- 18. La Tour de la terreur
- 19. Leçon de piano et pièges mortels
- 20. Souhaits dangereux
- 21. Terreur sous l'évier
- 22. La Colère de la momie
- 23. Le Retour du masque hanté
- 24. L'Horloge maudite
- 25. Le Parc de l'horreur
- 26. La Fille qui criait au monstre
- 27. Comment ma tête a rétréci (Ancien titre : Ma tête a rétréci)
- 28. La Rue maudite
- 29. Le Fantôme décapité
- 30. Alerte aux chiens
- 31. Photos de malheur (Goosembumps 44 : Say Cheese and Die – Again !, 1996).
- 32. Les Fantômes de la colo
- 33. La Menace de la forêt
- 34. Comment tuer un monstre (Goosembumps 46 : How to Kill a Monster, 1996)
- 35. Le Coup du lapin
- 36. Jeux de monstres
- 37. Nuits de cauchemar
- 38. Des appels monstrueux
- 39. Le Souffle du vampire
- 40. Les vers contre-attaquent
- 41. Le Mangeur d'hommes
- 42. La Colo de tous les dangers
- 43. Sang de monstre
- 44. Abominables Bonshommes des neiges
- 45. Danger, chat méchant !  ("Goosebumps Series 2000" 1 : Cry of the Cat, 1998)
- 46. La Bête de la cave
- 47. L'École hantée
- 48. Sang de monstre II
- 49. Terrible internat ("Goosebumps Series 2000" 2 : Creature Teacher, 1998)
- 50. La Peau du loup-garou
- 51. Le Jumeau diabolique ("Goosebumps Series 2000" 5 : I Am Your Evil Twin, 1998)
- 52. Film d'horreur ("Goosebumps Series 2000" 7 : Fright Camp, 1998)
- 53. L'Attaque des spectres ("Goosebumps Series 2000" 11 : Attack of the Graveyard Ghouls, 1998)
- 54. La Fête infernale ("Goosebumps Series 2000" 10 : Headless Halloween, 1998)
- 55. L'Invasion des extra-terrestres I ("Goosebumps Series 2000" 3 : Invasion of the Body Squeezers : Part 1, 1998)
- 56. L'Invasion des extra-terrestres II ("Goosebumps Series 2000" 4 : Invasion of the Body Squeezers : Part 2, 1998)
- 57. Le Manoir de la terreur ("Goosebumps Series 2000" 14 : Jekyll and Heidi, 1999)
- 58. Cauchemars en série ("Goosebumps Series 2000" 15 : Scream School, 1999)
- 59. Ne réveillez pas la momie ! ("Goosebumps Series 2000" 16 : The Mummy Walks, 1999)
- 60. Un loup-garou dans la maison ("Goosebumps Series 2000" 17 : The Werewolf in the Living Room, 1999)
- 61. La Bague maléfique ("Goosebumps Series 2000" 18 : Horrors of the Black Ring, 1999)
- 62. Retour au parc de l'Horreur ("Goosebumps Series 2000" 13 : Return to Horrorland, 1999)
- 63. Concentré de cerveau ("Goosebumps Series 2000" 12 : Brain Juice, 1998)
- 64. Sous l'Œil de l'écorcheur ("Goosebumps Series 2000" 19 : Return to Ghost Camp, 1999)
- 65. Halloween, une fête d'enfer
- 66. Mort de peur ("Goosebumps Series 2000" 20 : Be Afraid — Be Very Afraid !, 1999)
- 67. La Voiture hantée ("Goosebumps Series 2000" 21 : The Haunted Car, 1999)
- 68. La Fièvre de la pleine-lune ("Goosebumps Series 2000" 22 : Full Moon Fever, 1999)
- 69. Kidnappés dans l'espace ! ("Goosebumps Series 2000" 24 : Earth Geeks Must Go !, 1999)
- 70. L'Attaque des œufs de Mars
- 71. Frissons en eau trouble
- 72. Les Vacances de l'angoisse
- 73. La Nuit des disparitions
- 74. Le Fantôme du miroir ("Goosebumps Series 2000" 25 : Ghost in the Mirror, 2000)

###### Éd. France loisirs
Romans
- La Malédiction de la momie (The Curse of the Mummy's Tomb) / trad. Jean-Baptiste Médina. Paris : France loisirs, 1998, 146 p.  (ISBN 2-7441-1611-4 et 978-2-7441-1611-7)
- Le Pantin maléfique (Night of the living dummy 2) / trad. Jean-Baptiste Médina. Paris : France loisirs, 1998, 133 p.  (ISBN 2-7441-1610-6 et 978-2-7441-1610-0)
- L'Attaque du mutant (Attack of the mutant) / Paris : France loisirs, 1998, 127 p. (ISBN 2-7441-1432-4 et 978-2-7441-1432-8)
- Le Fantôme d'à côté (The Ghost Next Door) / Paris : France loisirs, 1998, 125 p.  (ISBN 2-7441-1434-0 et 978-2-7441-1434-2)

Compilations
- L'École hantée (The Haunted School) / trad. Sophie Alibert ; La Malédiction de la momie (The Curse of the Mummy's Tomb) / trad. Jean-Baptiste Médina ; Frissons en eau trouble (The Curse of the Cold Lake) / trad. Gigi Bay. Paris : France loisirs, 2012, 349 p.  (ISBN 978-2-298-05616-7)
- Un loup-garou dans la maison ! (The werewolf in the living room) / trad. Anouk Journo-Durey ; La Nuit des disparitions (Attack of the Jack O'Lanterns) / trad. Bertrand Ferrier ; La Fièvre de la pleine lune (Full moon fever / trad. Smahann Ben Nouna. Paris : France loisirs, 2012, 351 p.  (ISBN 978-2-298-05377-7)

###### Éd. Le Grand Livre du Mois
- Le Retour du masque hanté (The haunted masq II) / trad. Jacqueline Castéra. Paris : le Grand livre du mois, 1998, 136 p.  (ISBN 2-7028-1116-7 et 978-2-7028-1116-0)
- L'Horloge maudite (The Cuckoo Clock of Doom) / trad. Maïca Sanconie. Paris : le Grand livre du mois, 1998, 139 p.  (ISBN 2-7028-1115-9 et 978-2-7028-1115-3)
- Le Masque hanté (The Haunted Mask) / trad. Pierre Girard. Paris : le Grand livre du mois, 1997, 136 p.  (ISBN 2-7028-0835-2 et 978-2-7028-0835-1)
- La Colo de la peur (Welcome to Camp Nightmare) / trad. Marie-Hélène Delval. Paris : le Grand livre du mois, 1997, 136 p.  (ISBN 2-7028-0834-4 et 978-2-7028-0834-4)
- 15. L'Attaque du mutant (Attack of the Mutant) / trad. Nathalie Tcharnetsky. Paris : le Grand livre du mois, 1998, 117 p.  (ISBN 2-7028-1114-0 et 978-2-7028-1114-6)
- 16. Le Fantôme d'à-côté (The Ghost Next Door) Marie-Hélène Delval. Paris : le Grand livre du mois, 1998, 116 p.  (ISBN 2-7028-1113-2 et 978-2-7028-1113-9)
- 17. Sous-sol interdit (Stay out of the basement) / trad. Nathalie Vlatal. Paris : le Grand livre du mois, 1998, 125 p.  (ISBN 2-7028-1695-9 et 978-2-7028-1695-0)
- 18. La Tour de la terreur (A Night in Terror Tower) / trad. Jean-Baptiste Médina. Paris : le Grand livre du mois, 1998, 141 p.  (ISBN 2-7028-1696-7 et 978-2-7028-1696-7)
- 39. Le Souffle du vampire (Vampire Breath) / trad. Nathalie Vlatal. Paris : le Grand livre du mois, 1998, 142 p.  (ISBN 2-7028-1152-3 et 978-2-7028-1152-8)
- 40. Les vers contre-attaquent (''Go eat Worms !) / trad. Nathalie Vlatal. Paris : le Grand livre du mois, 1998, 140 p.  (ISBN 2-7028-1153-1 et 978-2-7028-1153-5)
- 41. Le Mangeur d'hommes (The Blob that ate Everyone) / trad. Smahann Ben Nouna. Paris : le Grand livre du mois, 1998, 138 p.  (ISBN 2-7028-1154-X et 978-2-7028-1154-2)
- 42. La Colo de tous les dangers (The Horror at Camp Jellyjam) / trad. Yannick Surcouf. Paris : le Grand livre du mois, 1998, 139 p.  (ISBN 2-7028-1155-8 et 978-2-7028-1155-9)
- 43. Sang de monstre (Monster blood) / trad. Nathalie Vlatal. Paris : le Grand livre du mois, 1998, 140 p.  (ISBN 2-7028-1195-7 et 978-2-7028-1195-5)
- 44. Abominables Bonshommes de neige(Beware, the snowman) / trad. Nathalie Vlatal. Paris : le Grand livre du mois, 1998, 141 p.  (ISBN 2-7028-1196-5 et 978-2-7028-1196-2)
- 45. Danger, chat méchant ! (Cry of the Cat) / trad. Nathalie Vlatal. Paris : le Grand livre du mois, 1998, 140 p.  (ISBN 2-7028-1253-8 et 978-2-7028-1253-2)
- 46. La Bête de la cave (I live in your basement !) / trad. Yannick Surcouf. Paris : le Grand livre du mois, 1998, 137 p.  (ISBN 2-7028-1254-6 et 978-2-7028-1254-9)
- 47. L'École hantée (The haunted school) / trad. Sophie Alibert. Paris : le Grand livre du mois, 1999, 139 p.  (ISBN 2-7028-2553-2 et 978-2-7028-2553-2)
- 48. Sang de monstre II (Monster Blood II) / trad. Lisa Stephan. Paris : le Grand livre du mois, 1999, 138 p.  (ISBN 2-7028-2554-0 et 978-2-7028-2554-9)
- 49. Terrible internat (Creature Teacher) / trad. Nathalie Vlatal. Paris : le Grand livre du mois, 1999, 140 p.  (ISBN 2-7028-2571-0 et 978-2-7028-2571-6)
- 50. La Peau du loup-garou (Werewolf Skin) Laurent Muhleisen. Paris : le Grand livre du mois, 1999, 139 p.  (ISBN 2-7028-2572-9 et 978-2-7028-2572-3)
- 51. Le Jumeau diabolique (I am your evil twin) / trad. Laurent Muhleisen. Paris : le Grand livre du mois, 1999, 136 p.  (ISBN 2-7028-2610-5 et 978-2-7028-2610-2)
- 52. Film d'horreur (Fright Camp) / trad. Sophie Alibert. Paris : le Grand livre du mois, 1999, 137 p.  (ISBN 2-7028-2611-3 et 978-2-7028-2611-9)
- 53. L'Attaque des spectres (Attack of the Graveyard Ghouls) / trad. Bruno Dell. Paris : le Grand livre du mois, 1999, 139 p.  (ISBN 2-7028-2696-2 et 978-2-7028-2696-6)
- 57. Le Manoir de la terreur (Jekyll and Heidi) / trad. Sophie Alibert. Paris : le Grand livre du mois, 1999, 140 p.  (ISBN 2-7028-2833-7 et 978-2-7028-2833-5)
- 58. Cauchemars en série (Scream School / trad. Laurent Muhleisen. Paris : le Grand livre du mois, 1999, 140 p.  (ISBN 2-7028-2834-5 et 978-2-7028-2834-2)
- 59. Ne réveillez pas la momie ! (The Mummy walks !) / trad. Smahann Ben Nouna. Paris : le Grand livre du mois, 2000, 141 p.  (ISBN 2-7028-2888-4 et 978-2-7028-2888-5)
- 60. Un loup-garou dans la maison ! (The Werewolf in the Living Room) / trad. Anouk Journo. Paris : le Grand livre du mois, 2000, 140 p.  (ISBN 2-7028-2889-2 et 978-2-7028-2889-2)
- 63. Concentré de cerveau (Brain juice) / trad. Yannick Surcouf. Paris : le Grand livre du mois, 2000, 139 p.  (ISBN 2-7028-5811-2 et 978-2-7028-5811-0)
- 64. Sous l'œil de l'écorcheur (Return to ghost camp) / trad. Carole Beaubray. Paris : le Grand livre du mois, 2000, 132 p.  (ISBN 2-7028-5812-0 et 978-2-7028-5812-7)

##### SérieChair de poule illustré
Tirée de Tales to Give You Goosebumps
Informations : 6 titres (1994-1997). Série terminée. Il s'agit de courts romans inédits aux USA sous leur forme originelle. Les éditions Bayard ont extrait des nouvelles des recueils de la série Tales to Give You Goosebumps pour faire ces volumes, avec de nombreuses illustrations.
- 1. Les Griffes de l'homme-loup (The Werewolf's First Night, 1995) / trad. Marie-Hélène Delval ; ill. Jean-Michel Nicollet. Montrouge : Bayard jeunesse, 09/2001. (Passion de lire. Chair de poule ; 101).  (ISBN 2-7470-0384-1). Extrait de More Tales to Give You Goosebumps.
- 2. La Punition de la mort (The Perfect School) / trad. Didier Debord et Anne Bideault ; ill. par Jean-Michel Nicollet.  Montrouge : Bayard jeunesse, 2001, 53 p. (Chair de poule. Illustré ; 102).  (ISBN 2-7470-0423-6). Extrait de Even More Tales to Give You Goosebumps
- 3. On ne touche pas aux tarentules ! (Good Friends, 1994) / trad. Didier Debord & Marie-Hélène Delval ; ill. Jean-Michel Nicollet. Montrouge : Bayard jeunesse, 03/2002, 51 p. (Passion de lire. Chair de poule ; 103).  (ISBN 2-747-00424-4). Extrait de Tales to Give You Goosebumps.
- 4. L'Épouvantail maléfique (The Scarecrow, 1996) / trad. Marie-Hélène Delval ; ill. Jean-Michel Nicollet. Montrouge : Bayard jeunesse, 2002, 51 p. (Chair de poule. Illustré ; 104).  (ISBN 2-7470-0591-7). Extrait de Still More Tales to Give You Goosebumps.
- 5. Le Vampire de glace (The Ice Vampire, 1997) / trad. Marie-Hélène Delval ; ill. Jean-Michel Nicollet. Montrouge : Bayard jeunesse, 04/2003, 51 p. (Chair de poule. Illustré ; 105).  (ISBN 2-7470-0878-9). Extrait de More & More & More Tales to Give You Goosebumps.
- 6. La Télécommande diabolique (Click, 1994) / trad. Marie-Hélène Delval ; ill. Jean-Michel Nicollet. Montrouge : Bayard jeunesse, 04/2003, 50 p. (Chair de poule. Illustré ; 106).  (ISBN 2-7470-0974-2). Extrait de Tales to Give You Goosebumps.

##### Série "Goosebumps Series 2000"
Série intégrée en France avec la série originale "Chair de poule". À l'exception de ces tires restés inédits :
- 2. ("Goosebumps Series 2000" 1 : Bride of the Living Dummy, 1998)
- 7. ("Goosebumps Series 2000" 6 : Revenge R Us, 1998)
- 9. ("Goosebumps Series 2000" 9 : Are You Terrified Yet ?, 1998)
- 23. ("Goosebumps Series 2000" 23 : Slappy's Nightmare, 1999)

##### SérieHorrorland
Titre original de la série : Goosebumps HorrorLand.
Informations : 19 titres (2008-2011). Série terminée, entièrement traduite et publiée en France.
- 1. Monsieur Méchant-Garçon (Revenge of the Living Dummy, 2008) / trad. Marie-José Lamorlette.
  - Montrouge : Bayard jeunesse, coll. "Bayard poche. Chair de poule", 06/2009, 156 p.  (ISBN 978-2-7470-2843-1)
  - Markham, Ont. : Éd. Scholastic, 10/2009, 144 p.  (ISBN 978-0-545-98228-3)
- 2. Fantômes en eaux profondes (Creep from the Deep, 2008) / trad. Natalie Beunat.
  - Montrouge : Bayard jeunesse, coll. "Bayard poche. Chair de poule", 06/2009, 161 p.  (ISBN 978-2-7470-2844-8)
  - Markham, Ont. : Éd. Scholastic, 10/2009, 144 p.  (ISBN 978-0-545-98229-0)
- 3. Sang de monstre au petit-déjeuner (Monster Blood for Breakfast !, 2008) / trad. Natalie Beunat.
  - Bayard jeunesse, coll. "Bayard poche. Chair de poule", 10/2009, 168 p.  (ISBN 978-2-7470-2845-5)
  - Markham, Ont. : Éd. Scholastic, 03/2010, 144 p.  (ISBN 978-0-545-98271-9)
- 4. Le Cri du masque hanté (The Scream of the Haunted Mask, 2008) / trad. Natalie Beunat.
  - Montrouge : Bayard jeunesse, coll. "Bayard poche. Chair de poule", 02/2010, 165 p.  (ISBN 978-2-7470-2846-2)
  - Markham, Ont. : Éd. Scholastic, 06/2010, 144 p.  (ISBN 978-0-545-98272-6)
- 5. L'Abominable Doc Maniac (Dr. Maniac vs. Robby Schwartz, 2008) / trad. Florence Quillet.
  - Montrouge : Bayard jeunesse, coll. "Bayard poche. Chair de poule", 05/2010, 164 p.  (ISBN 978-2-7470-2847-9)
  - Markham, Ont. : Éd. Scholastic, 09/2010, 144 p.  (ISBN 978-1-4431-0377-0)
- 6. Le Secret de la salle aux momies (Who's Your Mummy ?, 2009) / trad. Natalie Beunat.
  - Montrouge : Bayard jeunesse, coll. "Bayard poche. Chair de poule", 10/2010, 163 p.  (ISBN 978-2-7470-2848-6)
  - Markham, Ont. : Éd. Scholastic, 03/2011, 144 p.  (ISBN 978-1-4431-0912-3)
- 7. La Créature gluante (My Friends Call Me Monster, 2009) / trad. Thomas Leclere.
  - Montrouge : Bayard jeunesse, coll. "Bayard poche. Chair de poule", 02/2011, 151 p.  (ISBN 978-2-7470-2849-3)
  - Markham, Ont. : Éd. Scholastic, 05/2011, 144 p.  (ISBN 978-1-4431-1105-8)
- 8. L'Appareil photo maléfique (Say Cheese - And Die Screaming !, 2009) / trad. Natalie Beunat.
  - Montrouge : Bayard jeunesse, coll. "Bayard poche. Chair de poule", 10/2011, 149 p.  (ISBN 978-2-7470-2850-9)
  - Markham, Ont. : Éd. Scholastic, 09/2011, 160 p.  (ISBN 978-1-4431-1169-0)
- 9. Le Serpent du camp Ython (Welcome to Camp Slither, 2009) / trad. Natalie Beunat.
  - Montrouge : Bayard jeunesse, coll. "Bayard poche. Chair de poule", 03/2012, 151 p.  (ISBN 978-2-7470-2851-6)
- 10. L'Effroyable Mme Destin (Help ! We Have Strange Powers !, 2009) / trad. Natalie Beunat.
  - Montrouge : Bayard jeunesse, coll. "Bayard poche. Chair de poule", 07/2012, 166 p.  (ISBN 978-2-7470-2852-3)
- 11. Fuyez Horrorland ! (Escape From HorrorLand, 2009) / trad. Natalie Beunat.
  - Montrouge : Bayard jeunesse, coll. "Bayard poche. Chair de poule", 10/2012, 147 p.  (ISBN 978-2-7470-2853-0)
- 12. Terreur à Panik Park (The Streets of Panic Park, 2009) / trad. Natalie Beunat.
  - Montrouge : Bayard jeunesse, coll. "Bayard poche. Chair de poule", 04/2013, 163 p.  (ISBN 978-2-7470-2854-7)
- 13. Les Hurlements du chien fantôme (When the Ghost Dog Howls, 2010) / trad. Natalie Beunat.
  - Montrouge : Bayard jeunesse, coll. "Bayard poche. Chair de poule", 06/2013, 159 p.  (ISBN 978-2-7470-4572-8)
- 14. Les Hamsters diaboliques (Little Shop of Hamsters, 2010) /  trad. Natalie Beunat.
  - Montrouge : Bayard jeunesse, coll. "Bayard poche. Chair de poule", 11/2013, 150 p.  (ISBN 978-2-7470-4573-5)
- 15. Le Prince sans tête (Heads, You Lose, 2010) / trad. Natalie Beunat.
  - Montrouge : Bayard jeunesse, coll. "Bayard poche. Chair de poule", 03/2014, 139 p.  (ISBN 978-2-7470-4745-6)
- 16. L'Extraterrestre de la planète cinglée (Weirdo Halloween, 2010) / trad. Natalie Beunat.
  - Montrouge : Bayard jeunesse, coll. "Bayard poche. Chair de poule", 06/2014, 173 p.  (ISBN 978-2-7470-4746-3)
- 17. Ooze, le magicien de boue (The Wizard of Ooze, 2010) / trad. Natalie Beunat.
  - Montrouge : Bayard jeunesse, coll. "Bayard poche. Chair de poule", 10/2014, 149 p.  (ISBN 978-2-7470-4747-0)
- 18. Un réveillon avec monsieur Méchant-Garçon ! (Slappy New Year !, 2010) / trad. Céline Potard.
  - Montrouge : Bayard jeunesse, coll. "Bayard poche. Chair de poule", 03/2015, 157 p.  (ISBN 978-2-7470-4748-7)
- 19. Horreur au magasin Lépouvanteur (The Horror at Chiller House, 2011) / trad. Céline Potard.
  - Montrouge : Bayard jeunesse, coll. "Bayard poche. Chair de poule", 06/2015, 157 p.  (ISBN 978-2-7470-5351-8)

##### SérieLe Château de l'horreur
Titre original de la série : Goosebumps: Hall of Horrors
Informations : 6 titres (2011-2012). Série terminée, entièrement traduite et publiée en France.
- 1. Gare aux coups de griffes ! (Claws !, 2011) / trad. Adeline Guichard-Lepetit. Montrouge : Bayard jeunesse, coll. "Le Château de l'horreur" n° 1, 09/2015, 181 p.  (ISBN 978-2-7470-5829-2)
- 2. La Nuit des créatures géantes (Night of the Giant Everything, 2011) / trad. Anne Delcourt. Montrouge : Bayard jeunesse, coll. "Le Château de l'horreur" n° 2, 03/2016, 144 p.  (ISBN 978-2-7470-5830-8)
- 3. Les Cinq Masques du docteur Vocifer (The Five Masks of Dr. Screem, 2011) / trad. Anne Delcourt. Montrouge : Bayard jeunesse, coll. "Le Château de l'horreur" n° 3, 06/2016, 205 p.  (ISBN 978-2-7470-5831-5)
- 4. L'École des zombies (Why I Quit Zombie School, 2011)  / trad. Anne Delcourt. Montrouge : Bayard jeunesse, coll. "Le Château de l'horreur" n° 4, 11/2016, 144 p.  (ISBN 978-2-7470-5832-2)
- 5. Interdit de crier (Don't Scream !, 2012) /  trad. Anne Delcourt. Montrouge : Bayard jeunesse, coll. "Le Château de l'horreur" n° 5, 03/2017, 144 p.  (ISBN 978-2-7470-5833-9)
- 6. Une fête mortelle (The Birthday Party of No Return, 2012) / trad. Anne Delcourt. Montrouge : Bayard jeunesse, coll. "Le Château de l'horreur" n°6 , 06/2017, 169 p.  (ISBN 978-2-7470-7108-6)

##### SérieMonsterland
Titre original de la série : Goosebumps Most Wanted
Informations : 10 titres (2012-2016). Série terminée, en cours de traduction en France.
- 1. La Planète des nains de jardin (Planet of the Lawn Gnomes, 2012) /  trad. Anne Delcourt. Montrouge : Bayard jeunesse, coll. "Monsterland" n° 1, 09/2017, 165 p.  (ISBN 978-2-7470-8305-8)
- 2. Le Fils de Slappy (Son of Slappy, 2012) / trad. Anne Delcourt. Montrouge : Bayard jeunesse, coll. "Monsterland" n° 2, 09/2017, 173 p.  (ISBN 978-2-7470-8306-5)
- 3. Comment j'ai rencontré mon monstre (How I Met My Monster, 2013) / trad. Anne Delcourt. Montrouge : Bayard jeunesse, coll. "Monsterland" n° 3, 02/2018, 187 p.  (ISBN 978-2-7470-8307-2)
- 4. Le Chien de Frankenstein (Frankenstein's Dog, 2013) / trad. Anne Delcourt. Montrouge : Bayard jeunesse, coll. "Monsterland" n° 4, 06/2018, 172 p.  (ISBN 978-2-7470-8308-9)
- 5. Dr. Maniac Will See You Now (2013)
- 6. Creature Teacher: The Final Exam (2014)
- 7. A Nightmare on Clown Street (2015)
- 8. Night of the Puppet People (2015)
- 9. Here Comes the Shaggedy (2016)
- 10. Lizard of Oz (2016)

##### Novélisation du film
- Chair de poule : le roman du film (Goosebumps : Movie novel, 2015) / d'après le scénario de Darren Lemke et une histoire de Scott Alexander & Larry Karazszewski ; trad. Marie-Hélène Delval. Montrouge : Bayard jeunesse, 01/2016, 144 p.  (ISBN 978-2-7470-6209-1)

### Roman graphique
- Les Crados - Tome 1 Bienvenue à Schlingueville. (2020).
- Les Crados - Tome 2 Odeurs et tremblements (2021).
- Les Crados - Tome 3 Tous en colo ! (2021).

## Œuvres dérivées non écrites par R. L. Stine

### Magazine
- Chair de poule : bimestriel édité par Panini France en 2003. Directeur de publication : Alain Guerrini. La revue a cessé de paraître après seulement 3 numéros. N° 1 (05/2003)-n° 3 (09/2003).

### Guides et livres jeux
- Halloween, guide pour la fête / Anne Bideault & Bertrand Ferrier ; ill. Jean-Michel Nicollet & Marc Lizano. Montrouge : Bayard jeunesse, 09/2001, 96 p. (Chair de poule hors série).  (ISBN 2-7470-0429-5)
- La Maison du vampire : un jeu à faire peur / Jean-Luc Bizien. Montrouge : Bayard jeunesse, 09/2002, 94 p.  (ISBN 2-7470-0670-0)
- Le kit Chair de poule (réunit : une cagoule, un dentier, une boule et un livre Chair de poule : petit guide de l'horreur / Mathieu Rocher ; ill. Philippe Masson, Jean-Philippe Chabot, Jean-Michel Nicollet, Henri Galeron). Montrouge : Bayard jeunesse, 10/2015, 48 p.  (ISBN 978-2-7470-5763-9)
- Gare aux monstres ! : le guide de survie Chair de poule (Monster survival guide Slappy's Revenge. Twisted tricks from the world's smartest dummy, 2015) / Susie Lurie & Jason Heller ; trad. Marie-Hélène Delval. Montrouge : Bayard jeunesse, 01/2016, 182 p.  (ISBN 978-2-7470-6210-7)
- Labyrinthe monstrueux ! : le livre-jeux Chair de poule (Goosebumps : Activity Book, 2015) / Howie Dewin ; trad. Céline Potard. Montrouge : Bayard jeunesse, 01/2016, 96 p.  (ISBN 978-2-7470-6211-4)

### Adaptations en bandes dessinées
- Chair de poule : les contes horrifiques de Slappy (Slappy's Tales of Horror, 2015) / dessins Dave Roman, Jamie Tolagson, Gabriel Hernandez, Ted Naifeh. Montrouge : Bayard jeunesse, 01/2016, 176 p.  (ISBN 978-2-7470-6250-3). Rééd. Toulouse : BD Kids, 10/2016, 176 p.  (ISBN 978-2-7470-7279-3)

Collection "Chair de poule graphic" (Goosebumps Graphix)
Trois titres sont sortis aux USA, comportant chacun trois histoires :
- Creepy Creatures (2006). Contient : The Werewolf of Fever Swamp / Gabriel Hernandez ; The Scarecrow Walks at Midnight) / Greg Ruth ; The Abominable Snowman of Pasadena / Scott Morse.
- Terror Trips (2007). Contient : One day in Horrorland / Jill Thompson ; A Shocker on Schock Street / Jamie Tolagson ; Deep Trouble / Amy Kim Ganter.
- Scary Summer (2007). Contient : The Revenge of The Lawn Gnomes / Dean Haspiel ; Ghost beach / Ted Naifeh ; The Horror at Camp Jellyjam / Kyle Baker.

L'éditeur français Bayard a choisi d'éditer ces histoires en quatre volumes de deux histoires chacun. L'histoire The Werewolf of Fever Swamp n'a pas été traduite.
- 1. L'Abominable Homme des neiges de Pasadena (The Abominable Snowman of Pasadena) / adapt. et ill. Scott Morse ; trad. Anne Delcourt. Suivi de En eaux troubles (Deep Trouble) / adapt. et ill. Amy Kim Ganter ; trad. Anne Delcourt. Paris : Bayard, 05/2008, 95 p. (Bayard BD).  (ISBN 978-2-7470-2404-4)
- 2. Une journée à Horrorland (One day in Horrorland) / adapt. et ill. Jill Thompson ; trad. Anne Delcourt. Suivi de : Mauvais quart d'heure rue de la Peur (A Shocker on Schock Street) / adapt. et ill. Jamie Tolagson ; trad. Anne Delcourt. Montrouge : Bayard, 10/2008, 91 p. (Bayard BD).  (ISBN 978-2-7470-2405-1)
- 3. Le Sortilège de l'épouvantail (The Scarecrow Walks at Midnight) / adapt. et ill. Greg Ruth ; trad. Anne Delcourt. Suivi de La Plage des fantômes (Ghost Beach) / adapt. et ill. Ted Naifeh ; trad. Anne Delcourt. Montrouge : Bayard, 04/2009, 91 p. (Bayard BD).  (ISBN 978-2-7470-2406-8)
- 4. La Vengeance des nains de jardin (The Revenge of The Lawn Gnomes) / adapt. et ill. Dean Haspiel ; trad. Anne Delcourt. Suivi de Cauchemar au camp Grenadine (The Horror at Camp Jellyjam) / adapt. et ill. Kyle Baker ; trad. Anne Delcourt. Montrouge : Bayard, 10/2009, 86 p. (Bayard BD).  (ISBN 978-2-7470-2926-1)

### SérieRue de la peur(R. L. Stine présente)
Titre original de la série : R. L. Stine's Ghosts of Fear Street
R. L. Stine parraine cette collection.
- 1. Cache-cache des morts vivants (Hide and Shriek, 1995) / Emily James ; trad. Yannick Surcouf. Montrouge : Bayard jeunesse, coll. "Rue de la peur. Passion de lire" n° 1001, 04/1999, 140 p.  (ISBN 2-227-72984-8 et 978-2-227-72984-1)
- 2. Qui dort dans ma tombe ? (Who's been Sleeping in my Grave ?, 1995) / Stephen Roos ; trad. Jacqueline Castéra. Montrouge : Bayard jeunesse, coll. "Rue de la peur. Passion de lire" n° 1002, 04/1999, 138 p.  (ISBN 2-227-72967-8 et 978-2-227-72967-4)
- 3. Les Fantômes de l'arbre mort (Stay Away from The Tree House) / Lisa Eisenberg ; trad. Olivier Bertrand. Paris : Bayard poche, coll. "Rue de la peur. Passion de lire" n° 1003, 1999, 139 p.  (ISBN 2-227-72980-5 et 978-2-227-72980-3)
- 4. L'Œil de la voyante (Eye of the Fortuneteller, 1996) / A. G. Cascone ; trad. Nadège de Peganow ; ill. de couv. Robert Diet. Montrouge : Bayard jeunesse, coll. "Rue de la peur. Passion de lire" n° 1004, 04/1999, 138 p.  (ISBN 2-227-72985-6 et 978-2-227-72985-8)
- 5. Les Gorilles du lac maudit (Attack of the Aqua Apes, 1995) / A. G. Cascone ; trad. Yannick Surcouf. Montrouge : Bayard jeunesse, coll. "Rue de la peur. Passion de lire" n° 1005, 06/1999, 140 p.  (ISBN 2-227-72983-X et 978-2-227-72983-4)
- 6. La Nuit du chat-garou (Night of the Werecat, 1996) / Katherine Lance ; trad. Nathalie Tcharnetsky. Montrouge : Bayard jeunesse, coll. "Rue de la peur. Passion de lire" n° 1006, 10/1999, 138 p.  (ISBN 2-227-73837-5 et 978-2-227-73837-9)
- 7. L'Homme-insecte (The Bugman Lives !, 1996) / Carol Gorman ; trad. Nathalie Vlatal. Montrouge : Bayard jeunesse, coll. "Rue de la peur. Passion de lire" n° 1007, 01/2000, 141 p.  (ISBN 2-227-75708-6 et 978-2-227-75708-0)
- 8. Les Parents de la 13e dimension (Parents from the 13th Dimension, 1997) / Katy Hall ; trad. Nathalie M. C. Laverroux. Montrouge : Bayard jeunesse, coll. "Rue de la peur. Passion de lire" n° 1008, 03/2000, 141 p.  (ISBN 2-227-75720-5 et 978-2-227-75720-2)
- 9. La Nuit des vampires / Jahnna N. Malcolm ; trad. Dominique Piat. Montrouge : Bayard jeunesse, coll. "Rue de la peur. Passion de lire" n° 1009, 05/2000, 144 p.  (ISBN 2-227-75718-3 et 978-2-227-75718-9)
- 10. Ombres maléfiques (Revenge of the Shadow People, 1996) / Jahnna N. Malcolm ; trad. Florence Mantran ; ill. de couv. Robert Diet. Montrouge : Bayard jeunesse, coll. "Rue de la peur. Passion de lire" n° 1010, 07/2000, 144 p.  (ISBN 2-227-75720-5 et 978-2-227-75717-2)
- 11. Un monstre dans la piscine (Creature from Club Lagoona, 1997) / Gloria Hatrick ; trad. Yannick Surcouf. Montrouge : Bayard jeunesse, coll. "Rue de la peur. Passion de lire" n° 1011, 08/2000, 138 p.  (ISBN 2-227-75719-1 et 978-2-227-75719-6)
- 12. Les Fantômes de la nuit de Noël (Fright Christmas, 1996) / Stephen Roos ; trad. Nathalie Vlatal. Montrouge : Bayard jeunesse, coll. "Rue de la peur. Passion de lire" n° 1012, 11/2000, 140 p.  (ISBN 2-227-75716-7 et 978-2-227-75716-5)